# На повній швидкості
«На повній швидкості» (фр. À toute vitesse) — французький фільм-драма 1996 року, поставлений режисером Гаелем Морелем.

## Сюжет
Самір (Мезіан Бардаді), красивий араб, що мешкає в маленькому провінційному містечку в передмісті Парижа, страждає через смерть свого коханого, намагаючись замістити цей біль новою любов'ю. Він закохується в молодого перспективного письменника Квентіна, який спостерігає за людьми навколо себе і використовує їх для створення своїх книг. У Квентіна є найкращий друг Джиммі (Стефан Рідо), великий задирака, який захистив у бійці від скінхедів Саміра. Сам Квентін, який не відповідає взаємністю на почуття Саміра, хоче поїхати з маленького міста і мати стосунки з Жулі (Елоді Буше), яка закохана в красеня Джиммі…

## У ролях
| Елоді Буше     | ···· | Жулі    |
| Стефан Рідо    | ···· | Джиммі  |
| Паскаль Серво  | ···· | Квентін |
| Мезіан Бардаді | ···· | Самір   |
| Ромейн Огер    | ···· | Рік     |
| Салім Кеш'юш   | ···· | Жамель  |
| Мохаммед Діб   | ···· | Карім   |